# Terezín (ort i Tjeckien, Södra Mähren)
Terezín är en ort i Tjeckien.   Den ligger i regionen Södra Mähren, i den sydöstra delen av landet, 220 km sydost om huvudstaden Prag. Terezín ligger 188 meter över havet och antalet invånare är 409.
Terrängen runt Terezín är platt. Runt Terezín är det ganska tätbefolkat, med 96 invånare per kvadratkilometer. Närmaste större samhälle är Hodonín, 18,2 km sydost om Terezín. Trakten runt Terezín består till största delen av jordbruksmark.